# Xã Stafford, Quận Greene, Indiana
Xã Stafford (tiếng Anh: Stafford Township) là một xã thuộc quận Greene, tiểu bang Indiana, Hoa Kỳ. Năm 2010, dân số của xã này là 448 người.